# Galzig
Der Galzig ist ein Berg in Österreich. Er gehört zum Bundesland Tirol und zur Region Arlberg. Die Höhe des Galzig beträgt 2185 m ü. A.
Der Berg wurde durch die Arlberger Bergbahnen erschlossen und gehört zum östlichen Teil des Skigebiets Arlberg.
Auf dem Galzig befinden sich insgesamt sechs Bergbahnen, wovon man mit jeweils einer aus den Orten St. Christoph beziehungsweise St. Anton am Arlberg auf den Berg gelangt. Die erste Erschließung mit der Galzigbahn erfolgte schon 1937 von St. Anton (1318 m ü. A.) aus. Diese Bahn war die erste Luftseilbahn im Arlberggebiet und schon speziell für den Winterbetrieb konzipiert. Diese Bahnanlage wurde 1964 generalüberholt und musste zur Saison 2006/07 einem Neubau weichen. Errichtet wurde eine sogenannte Funitel-Anlage, die durch ihre Führung über zwei Seile besonders sicher und komfortabel ist. 1952 wurde der Galzig von St. Christoph (1766 m ü. A.)
aus mit der St. Christophbahn erschlossen. Auch diese Anlage wurde zunächst modernisiert und wich im Jahre 1995 einem Neubau, welcher sich heute als eine 4er Sesselbahn mit Wetterschutzhaube darstellt. Weitere Seilbahnen, die auf dem Galzig für den Wintersport genutzt werden, sind die Pendelbahn Vallugabahn I, und die Sesselbahnen Zammermoosbahn, Osthangbahn und Tanzbödenbahn. Letztere wurde zur Saison 2013/14 gebaut und ersetzt einen über 40 Jahre alten Schlepplift.
Kann man im Sommer auf dem Galzig noch wandern, so gilt er im Winter als der Knotenpunkt des Skigebiets von St. Anton am Arlberg. Von ihm können die umliegenden Berge Gampen, Kapall, Schindler Spitze, Valluga, Pfannenkopf, Albonagrat und Rendl bequem erreicht werden.
Auf dem Galzig stehen sowohl ein 50 m hoher Sendemast als auch, etwas unterhalb des Gipfels in 2090 m Höhe, eine Wetterstation der ZAMG.